# Sindaci di Quartu Sant'Elena
Di seguito l'elenco cronologico dei sindaci di Quartu Sant'Elena e delle altre figure apicali equivalenti che si sono succedute nel corso della storia.

## Regno di Sardegna (1718-1861)
Prima dei sindaci elencati sotto Quartu era controllata dalla famiglia Pes. La controllavano con una baronia concessa nel 1711 da Carlo VI d'Asburgo, quando la Sardegna passò sotto il controllo dei Savoia riconfermarono la baronia fino al 1836.
| Nominativo              | Mandato   | Mandato   | Carica    |
| Nominativo              | Inizio    | Fine      | Carica    |
| ----------------------- | --------- | --------- | --------- |
| Francesco Olla Orrù     | ott. 1839 | giu. 1840 | Sindaco   |
| Angelo Cogoni           | giu. 1840 | dic. 1841 | Sindaco   |
| Salvatore Deiana        | dic. 1841 | giu. 1841 | Sindaco   |
| Francesco Usai          | giu. 1841 | 1842      | Sindaco   |
| Angelo Perra Mascia     | gen. 1843 | feb. 1844 | Sindaco   |
| Efisio Marzuccu         | feb. 1844 | mar, 1845 | Sindaco   |
| Vicenzo Cadoni          | mar.1845  | gen, 1846 | Sindaco   |
| Fedele Cortese          | gen. 1846 | feb.1847  | Sindaco   |
| Bernardino Serafino     | set.1847  | gen. 1848 | Sindaco   |
| Antonio Curreli         | nov. 1847 | gen. 1848 | Sostituto |
| Antonio Curreli         | gen. 1848 | 1849      | Sindaco   |
| Bernardino Serafino     | 1849      | 1852      | Sindaco   |
| Antonio Curreli         | 1852      | gen. 1853 | Sindaco   |
| Giuseppe Olla           | 1853      | 1853      | Sindaco   |
| Fedele Cortese          | 1854      | 1854      | Sindaco   |
| Battista Melis          | 1855      | 1858      | Sindaco   |
| Giuseppe Pintor Pasella | 1859      | 1859      | Sindaco   |
| Giovanni Battista Sulis | 1860      | 1860      | Sindaco   |

## Regno d'Italia (1861-1946)
| Nominativo            | Mandato   | Mandato   | Carica       |
| Nominativo            | Inizio    | Fine      | Carica       |
| --------------------- | --------- | --------- | ------------ |
| Antonio Salaris       | 1861      | 1863      | Sindaco      |
| Agostino Piras        | 1864      | 1869      | Sindaco      |
| Cristoforo Isola      | 1869      | 1871      | Sindaco      |
| Antonio Salaris       | 1872      | 1874      | Sindaco      |
| Battista Melis        | 1875      | 1876      | Sindaco      |
| Raimondo Corte        | apr. 1877 | dic. 1877 | Sindaco      |
| Faustino Usai         | 1878      | 1878      | Regio Del.   |
| Cristoforo Isola      | 1879      | 1881      | Sindaco      |
| Efisio Pillai         | 1882      | 1885      | Sindaco      |
| Stefano Fadda         | 1885      | 1889      | Sindaco      |
| Stefano Fadda         | 1889      | 1894      | Sindaco      |
| Vincenzo Delitala     | 1895      | 1899      | Sindaco      |
| Vincenzo Fadda        | 1900      | 1906      | Sindaco      |
| Vincenzo Delitala     | 1906      | ago. 1907 | Sindaco      |
| (Antonio)? Selis      | ago. 1907 | 1908      | Sostituto    |
| Salvatorangelo Cossu  | 1908      | 1914      | Sindaco      |
| Giovanni Angioni Moi  | 1914      | 1922      | Sindaco      |
| Emilio Cordeddu       | 1922      | 1923      | Sindaco      |
| Podestà               |           |           |              |
| Alfonso Curreli       | 1923      | 1926      | Sindaco      |
| Alfonso Curreli       | gen. 1927 | giu. 1940 | Podestà      |
| Erasmo Delitala       | gen. 1927 | giu. 1940 | Vice Podestà |
| Commissari            |           |           |              |
| Carmelo Corrias       | giu. 1940 | 1941      | Commissario  |
| Ettore Rosas          | 1942      | ott. 1943 | Commissario  |
| Luigi Scalas          | ott. 1943 | gen. 1944 | Commissario  |
| Pietro Spissu         | 1944      | 1944      | Commissario  |
| Fedele Scalas         | 1944      | apr. 1945 | Sindaco      |
| Guido Achille Puxeddu | apr. 1945 | mar. 1946 | Commissario  |

## Repubblica Italiana (1946- )
| Sindaci eletti dal consiglio comunale (1946-1993) | Sindaci eletti dal consiglio comunale (1946-1993) | Sindaci eletti dal consiglio comunale (1946-1993) | Sindaci eletti dal consiglio comunale (1946-1993) | Sindaci eletti dal consiglio comunale (1946-1993) | Sindaci eletti dal consiglio comunale (1946-1993) | Sindaci eletti dal consiglio comunale (1946-1993) |
| Nominativo                                        | Nominativo                                        | Partito                                           | Partito                                           | Mandato                                           | Mandato                                           | Carica                                            |
| Nominativo                                        | Nominativo                                        | Partito                                           | Partito                                           | Inizio                                            | Fine                                              | Carica                                            |
| ------------------------------------------------- | ------------------------------------------------- | ------------------------------------------------- | ------------------------------------------------- | ------------------------------------------------- | ------------------------------------------------- | ------------------------------------------------- |
|                                                   | Felice Angioni                                    |                                                   | Partito Sardo d'Azione                            | 1946                                              | 18 aprile 1948                                    | Sindaco                                           |
|                                                   | Angelo Cogoni                                     |                                                   | Democrazia Cristiana                              | 18 aprile 1948                                    | 1952                                              | Sindaco                                           |
|                                                   | Piero Puddu                                       |                                                   | Partito Socialista Italiano                       | 1952                                              | 1956                                              | Sindaco                                           |
|                                                   | Raffaele Isola                                    |                                                   | Democrazia Cristiana                              | 1956                                              | 1960                                              | Sindaco                                           |
|                                                   | Piero Puddu                                       |                                                   | Partito Socialista Italiano                       | 1960                                              | 5 agosto 1961                                     | Sindaco                                           |
|                                                   | Fausto Capra                                      |                                                   | Partito Socialista Italiano                       | 5 settembre 1961                                  | 1965                                              | Sindaco                                           |
|                                                   | Dino Vacca                                        |                                                   | Democrazia Cristiana                              | 1965                                              | giu. 1966                                         | Sindaco                                           |
|                                                   | Piero Puddu                                       |                                                   | Partito Socialista Italiano                       | giu. 1966                                         | 1967                                              | Sostituto                                         |
|                                                   | Raffaele Cois                                     |                                                   | Partito Comunista Italiano                        | 1968                                              | 18 febbraio 1970                                  | Sindaco                                           |
|                                                   | Salvatore Pitzianti                               |                                                   | Partito Comunista Italiano                        | 18 marzo 1970                                     | 20 gennaio 1973                                   | Sostituto                                         |
|                                                   | Piero Puddu                                       |                                                   | Partito Socialista Italiano                       | 20 gennaio 1973                                   | ott. 1973                                         | Sindaco                                           |
|                                                   | Andrea Massa                                      |                                                   | Partito Socialista Italiano                       | 31 ottobre 1973                                   | 10 agosto 1978                                    | Sostituto                                         |
|                                                   | Andrea Massa                                      | 10 agosto 1978                                    | Partito Socialista Italiano                       | 1983                                              | Sindaco                                           |                                                   |
|                                                   | Piero Puddu                                       |                                                   | Partito Socialista Italiano                       | 1983                                              | 1985                                              | Sindaco                                           |
|                                                   | Giovanni Corrias                                  |                                                   | Partito Comunista Italiano                        | 1985                                              | 1 febbraio 1991                                   | Sindaco                                           |
|                                                   | Gaetano Berretta                                  |                                                   | Democrazia Cristiana                              | 1991                                              | 26 aprile 1993                                    | Sostituto                                         |
|                                                   | Gesumino Motzo                                    |                                                   | Democrazia Cristiana                              | 26 aprile 1993                                    | 29 giugno 1993                                    | Sostituto                                         |

| Sindaci eletti dai cittadini (1993- ) | Sindaci eletti dai cittadini (1993- ) | Sindaci eletti dai cittadini (1993- ) | Sindaci eletti dai cittadini (1993- ) | Sindaci eletti dai cittadini (1993- ) | Sindaci eletti dai cittadini (1993- )                              | Sindaci eletti dai cittadini (1993- ) | Sindaci eletti dai cittadini (1993- ) | Sindaci eletti dai cittadini (1993- ) | Sindaci eletti dai cittadini (1993- ) |
| Nominativo                            | Nominativo                            | Partito                               | Partito                               | Coalizione                            | Coalizione                                                         | Mandato                               | Mandato                               | Carica                                | Elezioni                              |
| Nominativo                            | Nominativo                            | Partito                               | Partito                               | Coalizione                            | Coalizione                                                         | Inizio                                | Fine                                  | Carica                                | Elezioni                              |
| ------------------------------------- | ------------------------------------- | ------------------------------------- | ------------------------------------- | ------------------------------------- | ------------------------------------------------------------------ | ------------------------------------- | ------------------------------------- | ------------------------------------- | ------------------------------------- |
|                                       | Graziano Milia                        |                                       | Partito Democratico della Sinistra    |                                       | PDS, PSd'Az, PRI, PSDI, FdV                                        | 6 giugno 1993                         | 27 aprile 1997                        | Sindaco                               | Elezioni 1993                         |
|                                       | Graziano Milia                        |                                       | Partito Democratico della Sinistra    | PDS, PPI, liste civiche, FdV          | 27 aprile 1997                                                     | 13 maggio 2001                        | Sindaco                               | Elezioni 1995                         |                                       |
|                                       | Davide Galantuomo                     |                                       | Forza Italia                          |                                       | Forza Italia-AN, CCD, liste civiche                                | 13 maggio 2001                        | 8 maggio 2005                         | Sindaco                               | Elezioni 2001                         |
|                                       | Luigi Ruggeri                         |                                       | La Margherita                         |                                       | DL, DS, UDEUR, SDI, PSd'Az, PRC, Progetto Sardegna, PdCI, IdV, FdV | 8 maggio 2005                         | 31 maggio 2010                        | Sindaco                               | Elezioni 2005                         |
|                                       | Mauro Contini                         |                                       | Il Popolo della Libertà               |                                       | PdL, UC, liste civiche, PSd'Az, MSFT                               | 31 maggio 2010                        | 15 giugno 2015                        | Sindaco                               | Elezioni 2010                         |
|                                       | Stefano Delunas                       |                                       | Partito Democratico                   |                                       | PD, liste civiche, FdS, FdV                                        | 15 giugno 2015                        | 10 novembre 2020                      | Sindaco                               | Elezioni 2015                         |
|                                       | Graziano Milia                        |                                       | Indipendente                          |                                       | Liste civiche                                                      | 10 novembre 2020                      | in carica                             | Sindaco                               | Elezioni 2020                         |